# Projekt 1239
Projekt 1239 Sivuč (v kódu NATO třída Bora) je třída raketových korvet sovětského námořnictva z doby konce studené války. Stavěny byly v letech 1988–1999 (konstrukční práce na projektu začaly v roce 1984). Vznikly pouhé dva kusy, pojmenované Bora (stavba v letech 1988-1999) a Samum (stavba v letech 1995-1999). Výstavba třetího plavidla byla zrušena.

## Konstrukce

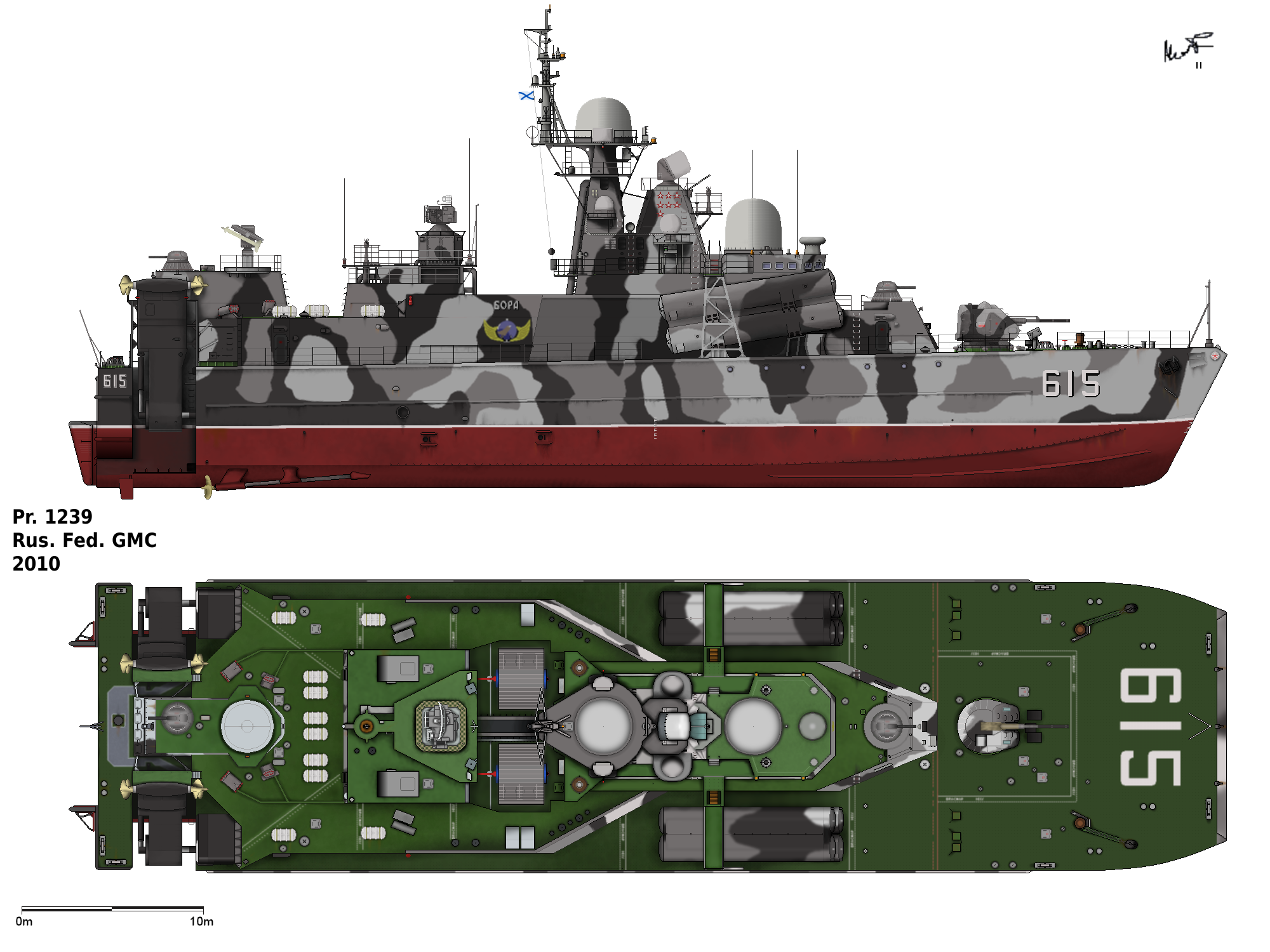
Nákres třídy

Korvety jsou koncipovány jako katamarany (podobá se jim například norská třída Skjold). Výzbroj tvoří jeden 76mm kanón AK-176 a dva systémy blízké obrany AK-630. K obraně proti vzdušným cílům slouží dvojité odpalovací zařízení protiletadlových řízených střel krátkého dosahu Osa–M. Údernou výzbrojí jsou dva čtyřnásobné kontejnery protilodních střel P-270 Moskit s dosahem 120 km. Pohonný systém tvoří dvě plynové turbíny a dva dieselové motory. Nejvyšší rychlost dosahuje 40 uzlů.